# Around the World in a Day
| 전문가 평가                   | 전문가 평가 |
| 평가 점수                     | 평가 점수   |
| 출처                          | 점수        |
| ----------------------------- | ----------- |
| AllMusic                      | [ 2 ]       |
| Blender                       | [ 3 ]       |
| Chicago Sun-Times             | [ 4 ]       |
| Entertainment Weekly          | C           |
| The Guardian                  | [ 6 ]       |
| Pitchfork                     | 8.8/10      |
| Q                             | [ 8 ]       |
| The Rolling Stone Album Guide | [ 9 ]       |
| Spin Alternative Record Guide | 4/10        |
| The Village Voice             | B−          |

《Around the World in a Day》는 미국의 싱어송라이터 프린스의 일곱 번째 스튜디오 음반으로, 그의 후원 밴드인 더 레볼루션이 참여하는 세 번째 스튜디오 음반이다. 1985년 4월 22일 페이즐리 파크 레코드와 워너 브라더스 레코드에 의해 발매되었다. 이전 음반의 상업적인 사운드에서 다소 벗어나, 크게 성공한 《Purple Rain》(1984년)은 대신에 프린스가 사이키델릭 스타일과 보다 풍부한 질감을 실험하는 것을 보았다. 프린스의 희망에 따라, 음반 회사는 최소한의 홍보로 음반을 발매했고, 음반 발매 후 거의 한 달까지 싱글을 동반하는 것을 보류했다.
《Around the World in a Day》는 《Purple Rain》의 성공 이후 눈에 띄게 엇갈린 리셉션으로 발매되었는데, 그럼에도 불구하고 그것은 비교적 잘 팔렸고 프린스 앤 더 레볼루션의 빌보드 200에서 두 번째 1위 음반이 되었다. 4개의 싱글 중 2개는 빌보드 핫 100의 톱 10인 〈Raspberry Beret〉와 〈Pop Life〉에 올랐다. 프린스의 사망에 이어 〈Raspberry Beret〉는 빌보드 핫 100에서 40위권 안에 다시 올라 33위에 올랐다. 《Around the World in a Day》는 1985년 7월 2일 미국 음반 산업 협회로부터 더블 플래티넘 인증을 받았다.

## 배경
《Purple Rain》 이전의 세션에서 《Around the World in a Day》 녹음이 시작되었다. 6개월 동안 베스트셀러 음반에 뒤이어 순회공연을 한 후, 프린스는 다시 녹음하러 돌아왔다. 더 레볼루션 밴드 멤버 리사 콜먼의 동생인 데이비드 콜먼이 녹음한 데모의 형태로 음반 사운드에 대한 초기 영감이 떠올랐고, 이것이 결국 타이틀곡이 될 것이다.
이 음반은 파격적인 악기와 암호화된 가사를 사용한 밀도 있고 사이키델릭 스타일을 추구했다. 사운드와 음반 커버는 비틀즈의 《Sgt. Pepper's Lonely Hearts Club Band》 음반과 수많은 비교를 이끌어냈다.

## 곡 목록
모든 곡들은 특별한 언급이 없는 한 프린스에 의해 작사/작곡하였다.
| #  | 제목                          | 작사·작곡                         | 재생 시간 |
| -- | ----------------------------- | --------------------------------- | --------- |
| 1. | 〈Around the World in a Day〉 | 프린스, 존 L. 넬슨, 데이비드 콜먼 | 3:28      |
| 2. | 〈Paisley Park〉              |                                   | 4:42      |
| 3. | 〈Condition of the Heart〉    |                                   | 6:48      |
| 4. | 〈Raspberry Beret〉           |                                   | 3:33      |
| 5. | 〈Tamborine〉                 |                                   | 2:47      |

| #  | 제목           | 작사·작곡    | 재생 시간 |
| -- | -------------- | ------------ | --------- |
| 6. | 〈America〉    |              | 3:42      |
| 7. | 〈Pop Life〉   |              | 3:43      |
| 8. | 〈The Ladder〉 | 프린스, 넬슨 | 5:29      |
| 9. | 〈Temptation〉 |              | 8:18      |

## 인증
| 국가                       | 인증        | 판매량/출하량 |
| -------------------------- | ----------- | ------------- |
| 뉴질랜드 (RMNZ)            | 골드        | 7,500^        |
| 영국 (BPI)                 | 골드        | 100,000^      |
| 미국 (RIAA)                | 2× 플래티넘 | 2,000,000^    |
| ^출하량을 기반으로 한 인증 |             |               |